# Reakcja pierwszego rzędu
Reakcja pierwszego rzędu – reakcja, w której równaniu kinetycznym (w postaci jednomianu potęgowego) suma wykładników potęg jest równa 1. Można też ją zdefiniować jako reakcję elementarną, której szybkość jest proporcjonalna do stężenia tylko jednego reagentu. Jej rząd reakcji równy jest jeden, a równanie kinetyczne ma formę: szybkość reakcji = k × stężenie substratu.

## Zależności kinetyczne

Krzywe kinetyczne reakcji pierwszego rzędu
c – stężenie substratu, a – stężenie początkowe, k – stała szybkości reakcji, t_{1/2} – czas połowicznej przemiany

W reaktorze zbiornikowym pracującym okresowo reakcję rzędu pierwszego względem substratu A opisuje równanie kinetyczne:
{\displaystyle r=kc,}
gdzie:
{\displaystyle c} – stężenie substratu A,
{\displaystyle k} – stała szybkości reakcji.
Zakładając idealne wymieszanie reagentów, równanie bilansu masy składnika A przyjmuje postać:
{\displaystyle {\frac {dc}{dt}}=-kc,}
a po rozdzieleniu zmiennych i scałkowaniu:
{\displaystyle \ln c=-kt+\ln a,}
czyli
{\displaystyle c=a\cdot e^{-kt},}
gdzie {\displaystyle a} – początkowe stężenie substratu A.
Powyższe zależności ilustrują wykresy:
- krzywa wykładnicza w układzie współrzędnych {\displaystyle c-t,}
- prosta o współczynniku kierunkowym {\displaystyle k} w układzie {\displaystyle \ln c-t.}

Na ich podstawie można obliczyć np.:
- czas połowicznej przemiany (okres półtrwania) substratu: {\displaystyle t_{1/2}=\ln 2/k=0{,}6933/k,}
- średni czas życia, równy odwrotności stałej szybkości reakcji: {\displaystyle \tau =1/k.}

Gdy {\displaystyle t=\tau =1/k,} z równania kinetycznego wynika zależność: {\displaystyle \ln(a/c)=1} (stężenie {\displaystyle c_{\tau }=a/e}).

## Przykłady reakcji pierwszego rzędu
Charakterystycznymi przykładami reakcji pierwszorzędowych są:
- reakcje jednocząsteczkowe, które nie są wynikiem zderzeń cząsteczek różnych reagentów, np. reakcje rozpadu promieniotwórczego lub termicznego
- „reakcje pseudojednocząsteczkowe” („kryptodwucząsteczkowe”), których szybkość zależy od prawdopodobieństwa zderzeń cząsteczek reagentów, ale stężenie jednego z nich jest na tyle duże, że jego zmiany wskutek przebiegu reakcji są zaniedbywalnie małe, np. reakcja estryfikacji w rozcieńczonych roztworach alkoholowych lub reakcje hydrolizy, takie jak inwersja sacharozy, w rozcieńczonych roztworach wodnych.